# José Avendaño
José Doroteo Avendaño Avendaño (* 8. Februar 1912 in Talcahuano; † 27. September 1968 in Santiago de Chile), auch bekannt unter dem Spitznamen Chorero, war ein chilenischer Fußballspieler. Der Stürmer nahm an drei Südamerikameisterschaften teil und erzielte drei Tore in elf Länderspielen.

## Vereinskarriere
José Avendaño spielte für verschiedene Vereine aus seiner Heimatstadt Talcahuano. Mit dem Team Talcahuano-Concepción spielte er unter anderem im Campos de Sports de Ñuñoa, das Spielstätte des Campeonato Sudamericano 1926 gewesen war, gegen den CSD Colo-Colo. 1933 wechselte er zum CD Magallanes, nachdem er von Trainer Hidalgo Ceballos in Talcahuano entdeckt worden war. Bei dem Klub blieb er bis zu seinem Karriereende 1945 und gewann vier Meistertitel, darunter die ersten drei der 1933 neu formatierten professionellen Liga.

## Nationalmannschaftskarriere
Zwischen 1935 und 1939 war José Avendaño Nationalspieler der chilenischen Nationalmannschaft und debütierte beim Campeonato Sudamericano 1935. Der Linksaußen spielte bei den knappen Niederlagen gegen die uruguayische Mannschaft und Peru. Chile landete nach drei Niederlagen auf dem letzten Platz der vier Teilnehmer.
Beim Campeonato Sudamericano 1937 in Buenos Aires spielte Avendaño alle fünf Turnierspiele für La Roja. Zum ersten Mal in der Geschichte Chiles besiegte das Team Uruguay, das zu dieser Zeit als die stärkste Mannschaft der Welt galt. Nach drei Niederlagen, einem Unentschieden und dem Sieg gegen Uruguay wurde Chile Fünfter.
Das letzte Turnier des Stürmers war das Campeonato Sudamericano 1939, bei dem Chile nach einem Sieg und drei Niederlagen auf dem vierten Platz landete. Beim 4:1-Erfolg über Ecuador erzielte Avendaño einen Doppelpack. Er kommt somit auf drei Tore in elf Länderspielen.

## Erfolge
Magallanes
- Chilenischer Meister: 1933, 1934, 1935, 1938
- Campeonato de Apertura: 1937